# 英格赛姆
英格赛姆（法語：Ingersheim，法語發音：[iŋ(ɡ)əʁsaim] ⓘ）是法国上莱茵省的一个市镇，属于科尔马-里博维莱区。

## 地名
由于语源问题，该地名Ingersheim拼读方式不符合法语正字法，其标准发音为[iŋ(ɡ)əʁsaim]，根据实际发音其中文应译作“英格赛姆”，《世界地名翻译大辞典》与《世界地名译名词典》将其纯按法汉译音表误译作“安热塞姆”。

## 地理
英格赛姆（48°5'41"N, 7°18'23"E）面积7.44 平方千米，位于法国大東部大區上莱茵省，该省份为法国东部内陆省份，是阿尔萨斯的一部分，今与下莱茵省组成了阿尔萨斯欧洲集体，其北临下莱茵省，西接孚日省，西南接贝尔福地区省，东侧沿莱茵河与德国相望，南与瑞士接壤。
与英格赛姆接壤的市镇（或旧市镇、城区）包括：温策奈姆、蒂尔凯姆、卡岑塔勒、阿默什维尔、科尔马。
英格赛姆的时区为UTC+01:00、UTC+02:00（夏令时）。

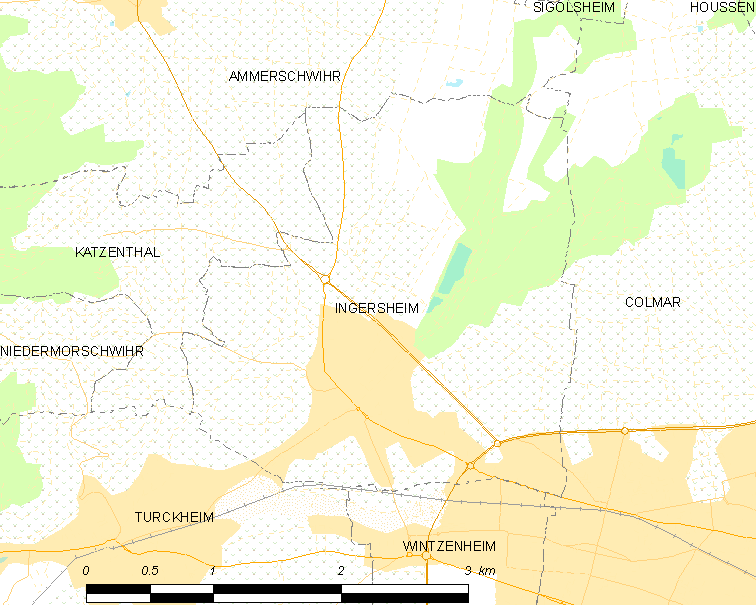
英格赛姆的OSM定位图

## 行政
英格赛姆的邮政编码为68040，INSEE市镇编码为68155。

## 政治
英格赛姆所属的省级选区为科尔马第一县。

## 人口

1962-2008年间英格赛姆人口变化图示

英格赛姆于2022年1月1日时的人口数量为4743人。

## 友好城市
- 法國 莫里亚克